# Ryczywół (gmina)

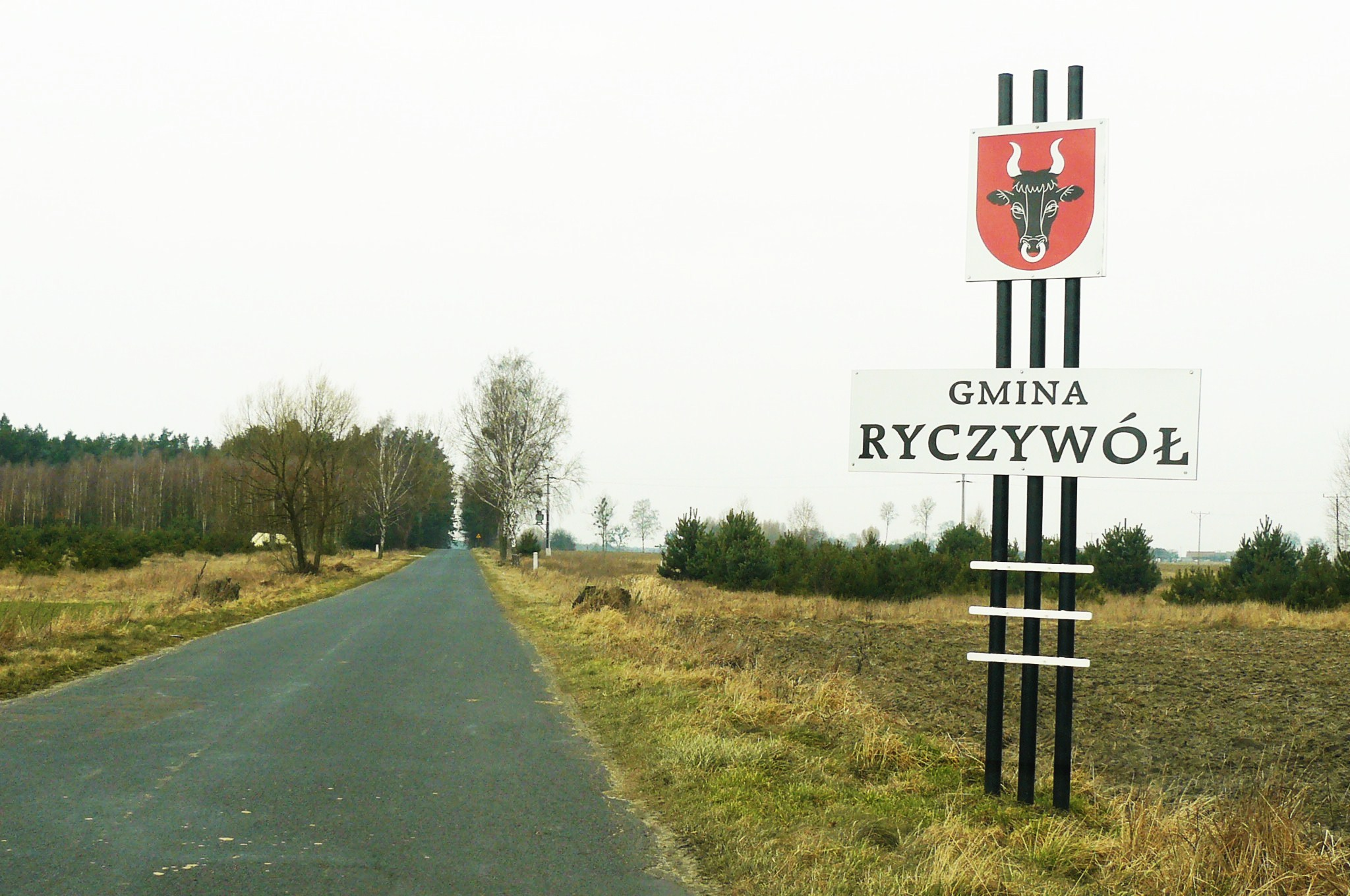
Wjazd na teren gminy

Ryczywół – gmina wiejska w województwie wielkopolskim, w powiecie obornickim. W latach 1975–1998 gmina położona była w województwie pilskim.
Siedziba gminy to Ryczywół.
Według danych z 31 marca 2011 roku gmina miała 7369 mieszkańców.

## Struktura powierzchni
Według danych z roku 2002 gmina Ryczywół ma obszar 154,54 km², w tym:
- użytki rolne: 71%
- użytki leśne: 22%

Gmina stanowi 21,69% powierzchni powiatu.

## Demografia

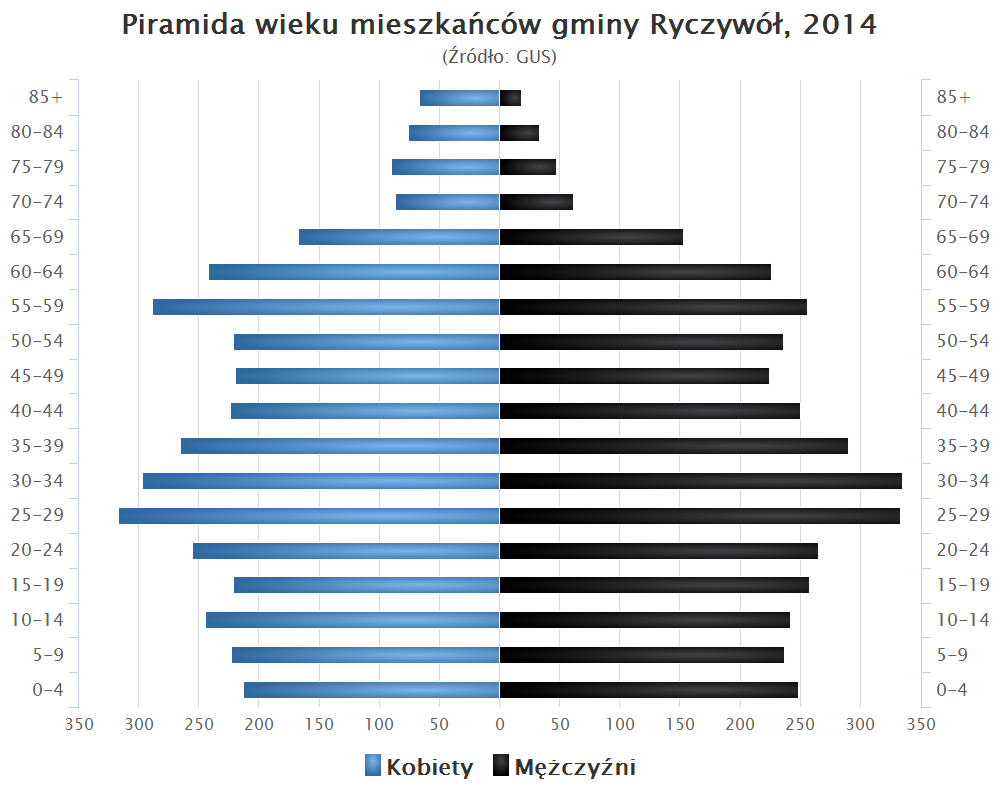
Piramida wieku mieszkańców gminy Ryczywół w 2014 roku

Dane z 30 czerwca 2004:
| Opis                              | Ogółem | Ogółem | Kobiety | Kobiety | Mężczyźni | Mężczyźni |
| --------------------------------- | ------ | ------ | ------- | ------- | --------- | --------- |
| jednostka                         | osób   | %      | osób    | %       | osób      | %         |
| populacja                         | 7066   | 100    | 3549    | 50,2    | 3517      | 49,8      |
| gęstość zaludnienia (mieszk./km²) | 45,7   | 45,7   | 23      | 23      | 22,8      | 22,8      |

## Sąsiednie gminy
Budzyń, Czarnków, Oborniki, Połajewo, Rogoźno